# Centrum Inicjatyw Młodzieżowych „Horyzonty”
Centrum Inicjatyw Młodzieżowych "Horyzonty" jest polskim oddziałem międzynarodowej organizacji pozarządowej - Youth for Exchange and Understanding i "spadkobiercą" stowarzyszenia Kontakt YEU Poland, które działało w Poznaniu w 1994–2003.
Stowarzyszenie Kontakt - oddział międzynarodowej organizacji pozarządowej Youth for Exchange and Understanding powstał w Polsce w 1994 za sprawą grupy studentów z Poznania. Stowarzyszenie Kontakt działało do 2003, a następnie przekształciło się w grupę nieformalną.
Na przełomie 2004–2005 nieformalna Grupa Kontakt zmieniła swoją nazwę na Horyzonty YEU Poland i została zarejestrowana jako stowarzyszenie w czerwcu 2006. W styczniu 2008 Horyzonty YEU Poland zostały zarejestrowane jako stowarzyszenie Centrum Inicjatyw Młodzieżowych "Horyzonty".

## Cele
- Wszechstronne aktywizowanie młodzieży na rzecz rozwoju osobistego i społeczności lokalnej.
- Dążenie do wyrównywania szans edukacyjnych oraz integracji społecznej.
- Promocja idei wolontariatu.
- Edukowanie dzieci, młodzieży poprzez edukację pozaformalną i międzykulturową z wykorzystaniem narzędzi sztuki oraz sportu.
- Zapewnienie rozwoju wolontariuszom stowarzyszenia i możliwości pogłębiania oraz profesjonalizacji podejmowanych przez nich działań.

## Dotychczasowa działalność

### Stowarzyszenie Kontakt YEU Poland
- 1996 sierpień - Konwencja "Youth and Communication" Poznań - Kraków – Zieleniec
- 2000 październik - Seminarium "Culture for Exchange and Understanding" - Złocieniec
- 2002 sierpień - Konwencja "Local communities – Inhabitants of the Global Village" Poznań - Łobez – Głodówka
- 2003 lipiec - Warsztaty fotograficzne dla młodzieży niepełnosprawnej intelektualnie – Gołańcz

### Stowarzyszenie Horyzonty YEU Poland
- 2005 wrzesień - Seminarium "Inclusion of Excluded – intercultural workshops with orphanage children" – Mosty
- 2005/2007 - Projekt "Poszerzamy Horyzonty w Mostach " cykl warsztatów artystyczno-językowych w Domu Dziecka w Mostach.
- 2006 lipiec - Międzynarodowa wymiana pt."New Horizons – raising awarness of marginalised youth through intercultural exchanges" – Madrid, Mira Flores de la Sierra seminarium z udziałem 7 nastolatków z domu dziecka w Mostach
- 2006 październik - Akcja Charytatywna na rzecz kontynuacji warsztatów "Poszerzamy Horyzonty w Mostach" - przedstawienie połączone ze sprzedażą prac dzieci z domu dziecka w Mostach.
- 2006 listopad - Stowarzyszenie Horyzonty YEU Poland zostaje członkiem Wzorcowni Ligi powiedzialnego Biznesu.
- 2007 kwiecień - Międzynarodowe szkolenie pt. „Animacja Kultury w projektach integrujących społecznie – jak zorganizować efektywną wymianę z udziałem młodzieży z mniejszymi szansami."

### Stowarzyszenie Centrum Inicjatyw Młodzieżowych "Horyzonty"
- 2008 styczeń - Zmiana nazwy w KRS na Centrum Inicjatyw Młodzieżowych "Horyzonty".
- 2010 grudzień - Zdobycie nagrody Poznański Wolontariusz Roku przez Pogromców Nudy, działających w ramach Horyzontów.
- 2011 kwiecień - Przystąpienie do Polskiej Rady Organizacji Młodzieżowych w charakterze organizacji założycielskiej.
- 2011 grudzień - Uzyskanie statusu organizacji pożytku publicznego.